# Blazing Angels: Squadrons of WWII
Blazing Angels: Squadrons of WWII est un jeu vidéo de simulation de vol développé par Ubisoft Romania. Sorti initialement sur Xbox 360 et Xbox, il a été porté sur PC, PlayStation 3 et Wii. Le jeu permet de piloter 46 avions de chasse et avions d'attaque au sol différents qui permet au(x) joueur(s) de participer à plusieurs événements et escadrons fictifs de la Seconde Guerre mondiale.
Il a pour suite Blazing Angels 2: Secret Missions of WWII.

## Avions
Blazing Angels contient 46 avions de chasse et avions d'attaque au sol de la période de la Seconde Guerre mondiale.
Liste non exhaustive :

### Avions britanniques
- Gloster Gladiator
- Short S.25 Sunderland
- Hawker Hurricane
- Supermarine Spitfire
- Supermarine Seafire
- Fairey Swordfish
- Bristol Beaufighter
- Hawker Typhoon
- Hawker Tempest
- Boulton Paul Defiant
- Gloster Meteor
- de Havilland Mosquito

### Avions américains
- Curtiss P-40 Warhawk
- Brewster F2A Buffalo
- Douglas SBD Dauntless
- Brewster SB2A Buccaneer
- Curtiss SB2C Helldiver
- North American P-51 Mustang
- North American F-82 Twin Mustang
- North American B-25 Mitchell
- Boeing B-17 Flying Fortress
- Douglas A-1 Skyraider
- Douglas TBD Devastator

### Avions allemands
- Messerschmitt Bf 109
- Messerschmitt Bf 110
- Heinkel He 111
- Junkers Ju 87
- Focke-Wulf Fw 190
- Messerschmitt Me 262
- Messerschmitt Me 163 Komet
- Dornier Do 335
- Henschel Hs 129

### Avions japonais
- Mitsubishi A6M
- Kawanishi N1K1-J
- Aichi D3A
- Nakajima B5N
- Nakajima Kikka
- Nakajima Ki-43 Hayabusa
- Mitsubishi J2M Raiden

## Réception
| Publication            | Note   |
| ---------------------- | ------ |
| Game Informer          | 7/10   |
| GameSpot               | 6,5/10 |
| Official Xbox Magazine | 7,5/10 |

Blazing Angels: Squadrons of WWII a reçu des « critiques mitigées ou moyennes » sur toutes les plateformes selon le site d'agrégation de critiques Metacritic,,,,. Il a été critiqué pour son gameplay répétitif, ses commandes lentes et ses graphismes fades, bien qu'il ait été apprécié pour son côté « épique » et « réaliste », dont la plupart des aspects ont été traités dans la suite, Blazing Angels 2: Secret Missions of WWII

## Limitations
La version PC n'est pas adapté pour l'utilisation avec certains ordinateurs portables.